# Сепаган Новін (футбольний клуб)
Футбольний клуб «Мобараке Сепаган Новін» або просто «Сепаган Новін» (перс. باشگاه فوتبال سپاهان نوین‎‎)) — професіональний іранський футбольний клуб з міста Ісфаган, виступає в Лізі 3. Належить Фарману Карімі. Резервна команда «Сепагана».

## Історія
Заснований 2003 року для того, щоб молоді футболісти «Сепагана» отримували ігрову практику. Одразу ж команда виграла Ісфаганську провінційну лігу та вийшла до Ліги 3 Ірану. Завдяки вдалим виступам у 2007 році команда вийшла вже до Ліги Азадеган. У своїй групі посіли друге місце, завдяки чому потрапили до плей-оф за право виходу в Про-лігу Ірану, «Сепаган Новін» обіграв «Стіл Азін», виборовши путівку до еліти іранського футболу. Відповідно до регламенту ФІФА, клуб має право виступати у чемпіонаті лише однією командою. Керівництво «Сепагана» намагалося довести, що «Сепаган Новін» не є частиною «Сепагана» й для цього відбулася зміна керівництва «Сепаган Новіна», проте цей крок не прийняли в ФФІРІ, тому до Про-ліги допустили «Фулад».
У 2010 році ліцензію футбольного клубу «Сепаган Новін» на виступи в Лізі Азадеган викупив «Фулад Натанц».
Незважаючи на те що більшість гравців та тренеський штаб перебралися до «Фулад Натанца», «Сепаган Новін» продовжив власне існування. У 2010 році «Сепаган Новін» придбав ліцензію «Нардарі НоШехр» для участі в Третьому дивізіоні 2010/11.

## Статистика виступів (з 2004)
| Сезон   | Ліга                         | Місце       | Кубок Хазфі       | Примітки                      |
| ------- | ---------------------------- | ----------- | ----------------- | ----------------------------- |
| 2003–04 | Ісфаганська провінційна ліга | 1-е         | Не кваліфікувався | Підвищення                    |
| 2004–05 | 3-й дивізіон                 | 1-е         | Перший раунд      | Підвищення                    |
| 2005–06 | 2-й дивізіон                 | 7-е         | Перший раунд      |                               |
| 2006–07 | 2-й дивізіон                 | 1-е         | Перший раунд      | Підвищення                    |
| 2007–08 | Ліга Азадеган                | 2-е         | Перший раунд      | Плей-оф за підвищення в класі |
| 2008–09 | Ліга Азадеган                | 6-е         | 1/16 фіналу       |                               |
| 2009–10 | Ліга Азадеган                | 4-е         | 1/16 фіналу       |                               |
| 2010–11 | 3-й дивізіон                 | 4-е/Група 3 | Не кваліфікувався |                               |
| 2011–12 | 3-й дивізіон                 | 5-е/Група B | Не кваліфікувався |                               |
| 2012–13 | 3-й дивізіон                 | 7-е/Група 7 | Не кваліфікувався | Вибування                     |